# 10361 Bunsen
10361 Bunsen è un asteroide della fascia principale. Scoperto nel 1994, presenta un'orbita caratterizzata da un semiasse maggiore pari a 2,2930925 UA e da un'eccentricità di 0,1212348, inclinata di 3,63455° rispetto all'eclittica.
L'asteroide è dedicato a Robert Wilhelm Bunsen, chimico tedesco scopritore degli elementi cesio e rubidio il cui nome è ricordato nel becco di Bunsen, bruciatore molto usato nei laboratori chimici.